# Ungerns Grand Prix 2008
Ungerns Grand Prix 2008 var det elfte av 18 lopp ingående i formel 1-VM 2008.

## Rapport
Startgriden inleddes med Lewis Hamilton och Heikki Kovalainen i McLaren följda av Felipe Massa i Ferrari, Robert Kubica i BMW, Timo Glock i Toyota och Kimi Räikkönen i Ferrari. Massa var djärv i starten när han lyckades att köra om först Kovalainen och sedan, i en duell med Hamilton, nå förstaplatsen efter första kurvan. Hamilton fick punktering på vänster framdäck under 41:a varvet, fick besöka depån och tappade därmed sin andraplats. Kampen om tredjeplatsen stod sedan mellan Glock och Räikkönen, när Massas motor havererade. Kovalainen vann här sitt första F1-lopp, före Glock, som tog sin första pallplats, och Räikkönen.

## Resultat
1. Heikki Kovalainen, McLaren-Mercedes, 10 poäng
2. Timo Glock, Toyota, 8
3. Kimi Räikkönen, Ferrari, 6
4. Fernando Alonso, Renault, 5
5. Lewis Hamilton, McLaren-Mercedes, 4
6. Nelsinho Piquet, Renault, 3
7. Jarno Trulli, Toyota, 2
8. Robert Kubica, BMW, 1
9. Mark Webber, Red Bull-Renault
10. Nick Heidfeld, BMW
11. David Coulthard, Red Bull-Renault
12. Jenson Button, Honda
13. Kazuki Nakajima, Williams-Toyota
14. Nico Rosberg, Williams-Toyota
15. Giancarlo Fisichella, Force India-Ferrari
16. Rubens Barrichello, Honda
17. Felipe Massa, Ferrari (varv 67, motor)
18. Sébastien Bourdais, Toro Rosso-Ferrari (67, + 3 varv)

### Förare som bröt loppet
- Adrian Sutil, Force India-Ferrari (varv 62, bromsar)
- Sebastian Vettel, Toro Rosso-Ferrari (22, överhettning)